# Saint-Langis-lès-Mortagne
Saint-Langis-lès-Mortagne là một xã ở tỉnh Orne Hauts-de-France tây bắc nước Pháp. Xã Saint-Langis-lès-Mortagne nằm ở khu vực có độ cao trung bình 205 mét trên mực nước biển.